# Max Thomas Edelmann
Max Thomas Edelmann (* 18. Oktober 1845 in Ingolstadt; † 28. April 1913 in München) war ein deutscher Ingenieur, Physiker, Hochschullehrer und Fabrikbesitzer.

## Leben

### Ausbildung und akademischer Werdegang
Max Thomas Edelmann war der Sohn des Gymnasialprofessors und Zeichenlehrers Leonhard Edelmann. Nach dem Besuch der Gewerbeschule studierte er zunächst an der Polytechnischen Schule Augsburg und der Ludwig-Maximilians-Universität München. 1864 wurde er Mitglied der Germania München. Am Deutschen Krieg nahm er als Artillerist teil. 1868 wurde Assistent von Wilhelm von Beetz am Physikalischen Labor der Technischen Hochschule München. 1873 wurde er Privatdozent. Im Jahr 1880 wurde er zum Mitglied der Leopoldina gewählt. 1881 wurde er mit einer Arbeit über die Bestimmung der magnetischen Inklination zum Dr. phil. promoviert. 1893 erfolgte seine Ernennung zum Professor. Er las unter anderem über magnetische und galvanische Messungen, Meteorologie und Astronomie.

### Tätigkeiten außerhalb der Hochschule
1870 gründete Edelmann in München sein Physikalisch-Mechanisches Institut zur Herstellung physikalischer Präzisionsapparate. Seit den frühen 1870er Jahren bereits für die Hoftheaterverwaltung tätig, ließ er sich zunächst für ein Jahr von der Hochschule beurlauben, um die Berufung zum Leiter des gesamten Beleuchtungs- und Maschinenwesens der beiden Königlichen Hofbühnen übernehmen zu können. Auf Schloss Linderhof realisierte er die technische Ausstattung der Venusgrotte. Hierzu gehörten eine Wellenmaschine und die gesamte Lichttechnik, die mit dampfmaschinenbetriebenen Innenpoldynamomaschinen aus der eigenen Fabrikation gespeist wurde.
In seinem Institut fertigte er für den industriellem Einsatz komplette Kabelmesswagen für die Ausrüstung von Elektrizitätswerken. Für experimentalphysikalische Fragestellungen konstruierte er unter anderem Projektionsinstrumente, fotografische Apparate zum Registrieren elektrischer Erscheinungen und neuartige Messinstrumente zur Erforschung des Erdmagnetismus. Aus seiner Zusammenarbeit mit Heinrich von Wild entstandene Messapparate fanden weltweit Einsatz in geomagnetischen Beobachtungsstationen.
Für Friedrich Bezold fertigte er zur Erforschung des Resthörvermögens von Gehörlosen präzise Stimmgabeln und eine verstellbare Galtonpfeife für sehr hohe Frequenzen. Seine hochempfindlichen Galvanometer zur Messung geringster Spannungsunterschiede fanden auch Einzug in die medizinische Forschung ebenso seine elektromagnetischen Apparate in der Augenheilkunde.

### Mitgliedschaften
Edelmann war Mitglied im Polytechnischen Verein für das Königreich Bayern. 1889 wurde er Direktor der elektrotechnischen Versuchsstation. Er war Mitglied des Museumsbeirats des Deutschen Museums und half mit seiner Expertise und Instrumenten aus seiner Fertigung insbesondere bei der Errichtung der physikalischen Abteilung.
Edelmann war Philister des Corps Germania, gehörte den ersten Automobilclubs und dem Isartalverein an und war außerordentliches Mitglied der Künstlergesellschaft Allotria.

### Familie
Max Thomas Edelmann war in erster Ehe mit Anna Maria, geborene Geiß, verheiratet, die 1872 in München starb. In zweiter Ehe heiratete er Sofie Erhardt aus Schwabing (* 1. November 1852). Die gemeinsamen Söhne dieser Ehe waren Otto Edelmann (1870–1928) – er wurde Professor und Abteilungsvorstand der Landesgewerbeanstalt Bayern in Nürnberg – und Max Edelmann (1874–1940), der ebenfalls Professor wurde und das väterliche Institut übernahm.

## Auszeichnungen
- Zahlreiche in- und ausländische Orden

## Deonyme
- Bezold-Edelmann-Skala, ein Satz von Stimmgabeln, Pfeifen und Monochorden, mit dem alle hörbaren Tonhöhen erzeugt werden können.

## Schriften
- Apparat für den freien Fall, 1871
- Galvanometer für absolutes magnetisches Maass, 1872
- Untersuchungen über die Bestimmung der erdmagnetischen Inclination vermittelst des Weber'schen Erdinductors. 1881
- Die erdmagnetischen Apparate der Polar-Expeditionen im Jahre 1883 aus den Werkstätten, 1882
- Die elektrischen Messinstrumente: Cylinderquadranten-Elektrometer, 1883
- Elektrotechnik für Ärzte, Bassermann, München 1890
- On the Construction of Earth-magnetic Instruments, 1895
- Das Galvanometer mit beweglicher Spule (d'Arsonval-Galvanometer), G. Hafner, München 1899
- Fortschritte in der Herstellung der Galtopfeife (Grenzpfeife), 1900
- Untersuchungen über die beste Form des Professor Schlösser'schen Augenelektromagneten, 1903
- Neues Absorptions-Hygrometer, Verlag der k. b. Akademie der Wissenschaften, München 1907
- Neues rationelles (objektives) Messen der Tonstärken und der Hörfähigkeit, 1910
- Leitfaden der Akustik für Ohrenärzte, Karger 1911